# Frie Grønne
Frie Grønne, officielt Frie Grønne, Danmarks Nye Venstrefløjsparti, er et dansk politisk parti, der blev stiftet af Sikandar Siddique, Uffe Elbæk og Niko Grünfeld. Partiet blev lanceret offentligt den 7. september 2020. Partiet var fra lanceringen af repræsenteret med tre medlemmer i Folketinget, der alle tidligere var valgt for Alternativet. Siden september 2022 bestod partiets folketingsgruppe dog af to medlemmer, partileder Sikandar Siddique og Susanne Zimmer. Ved folketingsvalget 1. november 2022 opnåede partiet ikke genvalg til Folketinget.
Partiet slår sig op på en kamp for en grøn klima- og miljøpolitik, men i lige så høj grad for antiracisme og en global orienteret værdipolitik. Ydermere bedyrer partiet, at man ikke vil gå på kompromis i forhold til klimakampen. Op til folketingsvalget 2022 satte partiet ikke navn på hvilken statsministerkandidat, det ville støtte, men slog dog fast, at vedkommende skulle være venstreorienteret.

## Historie
Partiet blev stiftet den 20. april 2020 på Blågårds Plads på Nørrebro af Niko Grünfeld, der på stiftelsestidspunktet sad i Københavns Borgerrepræsentation, samt Sikandar Siddique og Uffe Elbæk, der begge var medlemmer af Folketinget. De tre partistiftere havde skrevet et manifest, som blev udgangspunktet for partiets politik.
I Folketinget havde Elbæk og Siddique samt Rasmus Nordqvist og Susanne Zimmer meldt sig ud af Alternativet, og de fire folketingsmedlemmer stiftede et grønt, politisk kontorfællesskab på Christiansborg.
Mens Nordqvist senere meldte sig ind i Socialistisk Folkeparti, blev Zimmer en del af Frie Grønne.
Den 7. september 2020 præsenterede Frie Grønne sig selv med Sikandar Siddique i front ved et pressemøde på Blågårds Plads på Nørrebro, da det også var her, partiet var stiftet fire måneder tidligere. På pressemødet præsenteredes Siddique som partileder, Niko Grünfeld blev formand for partiets hovedbestyrelse kaldet det Frie Grønne Råd, mens Susanne Zimmer blev gruppeforperson.
Den 25. oktober 2021 havde partiet indsamlet det nødvendige antal vælgererklæringer for at blive opstillingsberettiget til Folketinget.
Partiet opnåede dog med 0,9 % af stemmerne ikke valg ved Folketingsvalget 2022. Frie Grønne valgte ikke at stille op ved kommunal- og regionsrådsvalget den 16. november 2021.